# 55 Cancri e
55 Cancri e, eller Janssen, är en exoplanet som kretsar runt stjärnan 55 Cancri A, som är del i dubbelstjärnan 55 Cancri eller Copernicus. Exoplaneten har en omloppstid på 17 timmar. Det är den planet som är närmast värdstjärnan av planeterna i 55 Cancris solsystem. 55 Cancri e är en superjord, kolplanet, som har en massa av 8,63 gånger jordens och en diameter som är ungefär dubbel. Den befinner sig 40 ljusår från jorden och upptäcktes i augusti 2004. Dess atmosfär verkar bestå mest av väte och helium. Det finns inga tecken på att vattenånga förekommer i atmosfären. 55 Cancri e är väldigt nära sin stjärna; den gör ett varv runt sin stjärna på 18 timmar. Den är 25 gånger närmare sin stjärna än Merkurius.
55 Cancri e visar alltid samma sida mot sin stjärna. På dagsidan är temperaturen 2500 grader, medan det på nattsidan är 1100.
Under två år har temperaturen på 55 Cancri e nästan tredubblats. Detta antas bero på massiv vulkanisk aktivitet.

## Namngivning
Vid upptäckten fick exoplaneten designationen 55 Cancri e enligt den standard som tillämpas. I juli 2014 utlyste Internationella astronomiska unionen en namngivning för exoplaneter och deras värdstjärnor. Namngivningen omfattande en offentlig omröstning om de nya namnen där alla var välkomna att delta. I december 2015 kungjordes resultatet, där exoplaneten fick namnet Janssen, samtidigt som värdstjärnan fick namnet Copernicus. Det vinnande namnet gavs av Royal Netherlands Association for Meteorology and Astronomy från Nederländerna. Det ärar den tyske glasögon- och teleskoptillverkaren Zacharias Janssen.